# Брюйер, Жан Пьер Жозеф
Жан Пьер Жозеф Брюгьер или просто Брюйер (фр. Jean Pierre Joseph Bruguière или фр. Bruyère; 1772—1813) — французский военный деятель, дивизионный генерал (1809 год), барон (1808 год), участник революционных и наполеоновских войн. Имя генерала выбито на Триумфальной арке в Париже.

## Биография

### Семья. Первые годы военной службы
Жан-Пьер Брюйер происходил из семьи преуспевающих буржуа. Его отец, Жан-Жюстен Брюгьер (фр. Jean-Justin Bruguière), был сыном армейского хирурга и впоследствии сам освоил ту же профессию. Он женился на дочери адвоката, Маргарите Ниэль (фр. Marguerite Niel), и в этом браке родилось трое детей: Франсуаза, Тереза-Франсуаза-Филиппина и будущий генерал Империи — Жан-Пьер.
Вполне естественно, что когда наследник подрос, Брюгьер-старший захотел дать сыну медицинское образование и в 1786 году определил его в госпиталь в городе Бастия. Однако замыслу отца не суждено было осуществиться. Виновницей тому послужила Великая французская революция, которая круто изменила судьбу Жан-Пьера.
Фамилия семьи, как обнаружено в архивах Сомьера, была Брюгьер. Однако, за исключением первых дней его военной жизни, все официальные документы и бумаги, касающиеся генерала, носят имя Брюйера.

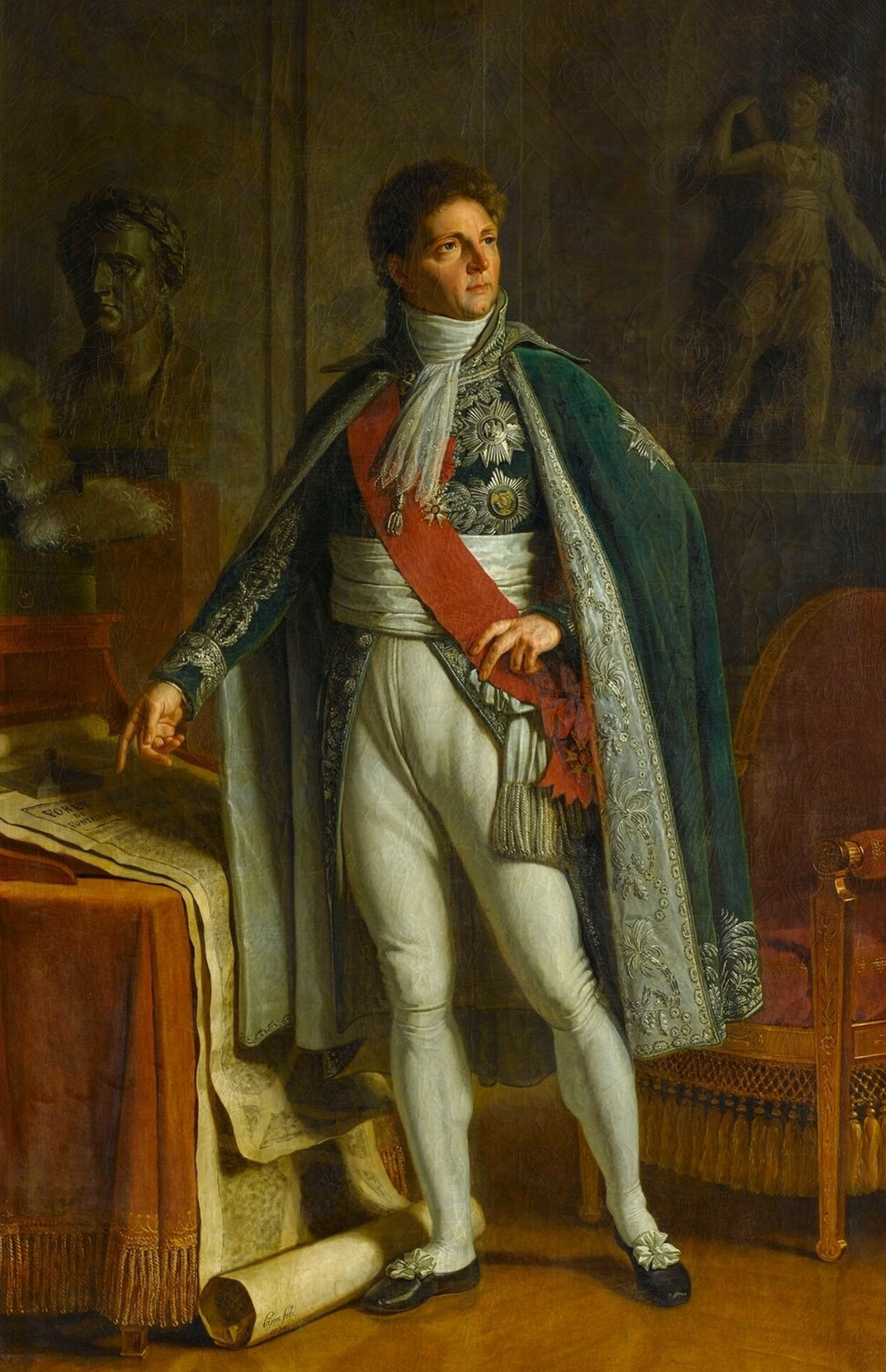
Маршал Бертье

1 июля 1793 года несостоявшийся эскулап начинает военную службу в качестве адъютанта Итальянской армии, где главным хирургом служил его отец. 8 февраля 1794 года зачисляется простым егерем в 3-й батальон 15-й полубригады лёгкой пехоты и до 1800 года служит в составе Итальянской армии. 21 декабря 1794 года был назначен помощником начальника штаба Галеаццини. 4 февраля 1795 года был произведён представителем народа Саличетти в младшие лейтенанты. После этого выполнял функции помощника штаба Дави. 7 февраля 1796 года получил звание лейтенанта. 17 февраля 1797 года стал адъютантом при штабе дивизии генерала Виктора, а 8 марта 1797 года  - адъютантом генерала Бертье, начальника штаба Итальянской армии. Фортуна предоставила Брюйеру возможность отличиться в сражении при Клагенфурте 30 марта 1797 года, в ходе которого французы разбили две дивизии австрийцев и овладели стратегически важным опорным пунктом. 7 августа 1797 года получил звание капитана и был зачислен в 7-й бис гусарский полк. 5 ноября 1798 года стал адъютантом у храброго генерала Жубера. 21 марта 1799 года переведён в 6-й гусарский полк. 2 августа 1799 года вновь стал адъютантом Жубера. После гибели генерала вернулся в 6-й гусарский.

### Служба в Италии
С 6 марта 1800 года вновь адъютант Бертье. Во время 2-й Итальянской кампании Брюйер участвовал во взятии Кремоны 7 июня 1800 года, но по-настоящему он показал себя в решающей битве при Маренго. Именно благодаря ему генерал Дезе вовремя подошёл со своим корпусом и, тем самым, спас французскую армию от разгрома. За блестящее исполнение приказа и проявленную храбрость Брюйер удостоился чина командира эскадрона сначала в уже упоминавшемся 7-м бис (с 8 августа 1800 года), а затем в 6-м (с 19 сентября 1801 года) гусарских полках.
4 февраля 1801 года Брюйер получил свою первую награду: пару пистолетов Версальского завода. Объявляя об этой награде, военный министр генерал Бертье, написал ему: «Я рад возможности наградить вас этим знаком удовлетворения за храбрость, которую вы проявили в различных обстоятельствах и которую вы неоднократно доказывали на моих глазах».
29 октября 1803 года произведён в майоры и был назначен заместителем командира 5-го гусарского полка, но уже 23 декабря 1803 года вернулся к Бертье.
16 февраля 1805 года Наполеон произвёл его в полковники и назначил командиром 23-го конно-егерского полка вместо произведённого в бригадные генералы Сен-Жермена. Тем не менее Бертье сохранил за ним функцию адъютанта. 
В сентябре 1805 года 23-й полк выдвинулся к Вероне, где присоединился к дивизии лёгкой кавалерии Эспаня, которая была частью Итальянской армии маршала Массена. При атаке и взятии Вероны 18 октября 1805 года это был единственный кавалерийский полк, который переправился через Адидже, преследовал противника по дороге на Пескантину и взял в плен 300 человек, в том числе 15 гусар Фердинанда. Позднее, посланный маршалом Массена к Кастельфранко на берегу Пьяве, он взял 200 пленных и отобрал у противника много обоза и два значительных запаса муки и соли. 4 ноября переправился с боем через Бренту. При переправе через Тальяменто 12 ноября дивизия конных егерей шесть часов маневрировала под огнём 30 артиллерийских орудий и проявила тончайшее хладнокровие, вплоть до того, что некоторое время спустя австрийский генерал барон де Винсент, обедая в Лайбахе с Массеной сказал ему, что его поразила стойкость этой лёгкой кавалерийской дивизии. 13 ноября полковник Брюйер получил своё первое ранение – огнестрельное ранение в правое бедро – во время атаки на Виченцу. По окончании кампании его 23-й полк был передан под начало генерала Пюлли в Брешии.
В октябре 1806 года с полком покинул Италию и направился в Великую Армию, где вновь вернулся к обязанностям адъютанта маршала Бертье.

### Во главе бригады
30 декабря 1806 года повышен в звании до бригадного генерала, и сменил на посту командира бригады лёгкой кавалерии генерала Мийо, дислоцированной в Макове. 3 января 1807 года присоединился к бригаде. Сражался в рядах дивизии Лассаля. С этим выдающимся кавалеристом у Брюйера завязалась крепкая дружба. Их связывала безудержная храбрость, с которой они, презрев опасность и всякую осторожность, кидались в гущу боя, а также любовь к вычурным мундирам (хотя, конечно, им обоим было далеко до экстравагантности маршала Мюрата).

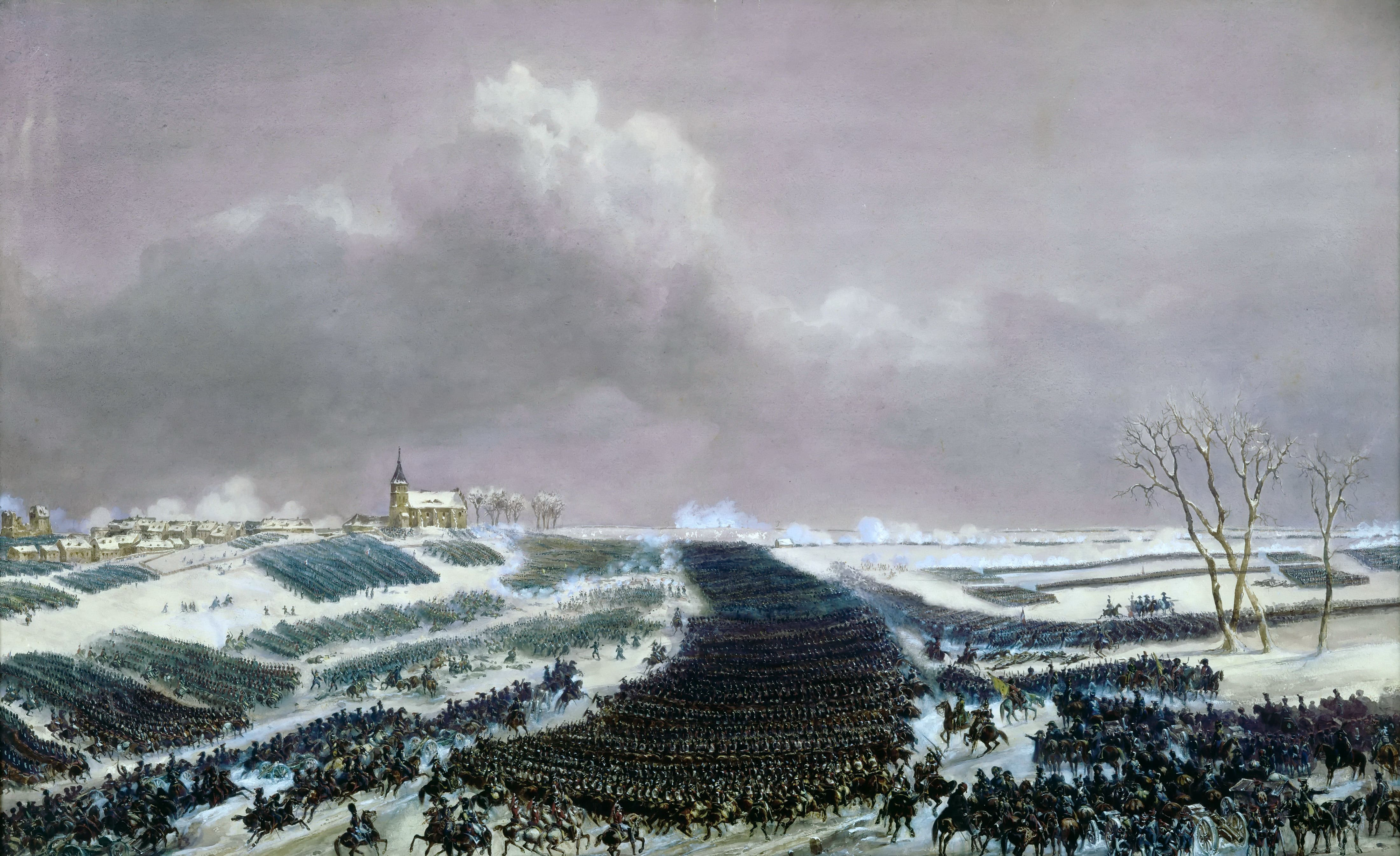
Атака «80 эскадронов»

Бригаде Брюйера не потребовалось много времени, чтобы отличиться. 1 февраля 1807 года в сражении при Пассенгейме кавалерийский резерв, в состав которого входила бригада, преследовала арьергард противника и отбросила его на лье на другую сторону этого города. 2 февраля бригада помогла выбить врага из Алленштайна; 3-го она приняла участие в сражении при Геттендорфе, 4-го — во втором одноименном сражении, 6-го — в сражении при Гофе, где прикрывала левый фланг армии. 7-го числа в бою под Эйлау он энергичной атакой помог 18-му линейному полку отбиться от русских драгун, и спас одного из орлов этого полка, который мог попасть во власть врага. Затем бригада Брюйера помогла отбить русских от Эйлау. 8 февраля Брюйер участвовал в так называемой «атаке 80 эскадронов» при Прейсиш-Эйлау, в ходе которой отборная французская кавалерия смяла и рассеяла 6-тысячную колонну русских войск. Бригада Брюйера энергично атаковала эту колонну с тыла и завершила её разгром. В течение оставшейся части дня бригада совершила несколько частичных атак и оставалась на позиции под огнём противника; она понесла значительные потери. Полковник Жюньяк из 1-го гусарского полка получил осколочное ранение в правую щеку; полковнику Деманжо из 13-го конно-егерского полка картечная пуля сломала левую руку; наконец, во время атаки во главе своих полков генерал Брюйер сам получил ранение: картечная пуля прошла между его телом и левой рукой, вызвав сильный ушиб.
9-го числа дивизия, в состав которой входила бригада, выступила в преследование противника. 10-го числа она переправилась через Фрайзинг и после небольшого боя закрепилась перед этой рекой. С 12 по 15 февраля бригада, отправленная вперёд, каждый день сражалась с казаками и русскими гусарами. 16-го числа дивизия вернулась в тыл, и бригада Брюйера, временно переданная под командование маршала Нея и отвечавшая за арьергард, снова сражалась 25 февраля при Гратене, где Брюйера похвалили за блестящее поведение, 2 марта – при Гуттштадте и 3, 4 и 5 марта – при Петерсвальде. 15 марта сильно пострадавшая в этой кампании бригада получила приказ идти в Эльбинг для восстановления; она оставалась там до возобновления военных действий. Подкреплённый 24-м конно-егерским, пришедшим из Италии, и полком итальянских королевских конных егерей, бригада возобновила кампанию в начале июня и вскоре снова отличилась. 9 июня бригада Брюйера, которая была авангардом кавалерийского резерва, сыграла большую роль в переправе через Пассаргу в Гуттштадт, которая продолжалась весь день. После нескольких частичных атак генерал получил приказ от Мюрата атаковать. Генерал встал во главе первой линии из 24-го конно-егерского и итальянцев, и оттеснив на другую сторону леса толпу казаков, приказал прекратить атаку. Но итальянский полковник Дзаннетти, ослушавшись распоряжения, увлёкся атакой, и погиб вместе с командиром эскадрона, четырьмя офицерами и примерно пятьюдесятью солдатами. Полковник Морен, командующий 24-м конно-егерским, напротив, придерживался полученного приказа и вместо того, чтобы броситься в лес, где его безошибочно изрубили на куски, он сдерживал массу казаков, стремившихся окружить его. Тем временем прибыл кавалерийский резерв, и французы вернулись в Гутштадт. 10 и 11 числа бригаде пришлось сдерживать отряды казаков, стремившихся беспокоить фланги и тыл.
В битве при Эсслинге (21-22 мая 1809 года) Брюйер водил в атаку 1-ю бригаду легкой кавалерии (13-й и 24-й конно-егерские полки) 2-й дивизии генерала Лассаля. В день Ваграмского сражения (6 июля 1809 года) барон Брюйер после ранения генерала Марюла возглавил кавалерийскую дивизию 4-го корпуса и несколько раз бесстрашно бросался в атаку против австрийцев. В тот день он был дважды ранен (в бедро и плечо), что, однако, не помешало ему принять участие в бою при Шёнграбене четыре дня спустя.
После получения звания дивизионного генерала 14 июля 1809 года, Брюйер был отправлен 28 августа в отпуск — залечивать боевые раны. 17 октября 1809 года он вернулся в действующую армию на должность командира 1-й дивизии тяжелой кавалерии в составе корпуса маршала Даву.

### Участие в кампаниях 1812-13. Смертельное ранение
8 апреля 1811 года генерал Брюйер меняет кирасиров на любимых гусаров и конных егерей — его назначают командиром 1-й дивизии лёгкой кавалерии. Во главе этого соединения он вступил в Русскую кампанию 1812 года.
Его солдаты одними из первых вошли в Вильно (28 июня), отчаянно сражались при Островно (25–27 июля), разгромив один из лучших полков русской армии — Ингерманландский драгунский. Кроме этого, дивизия Брюйера отличилась в битвах при Смоленске и Бородино, а также в стычке при Винково.
В 1813 году после реорганизации 1-я дивизия участвовала в Саксонской кампании. Брюйер и его конники прекрасно сражались при Баутцене (20–21 мая). Однако следующий день (22 мая) стал для генерала роковым. После успешной атаки при Райхенбахе Брюйер, возвращавшийся со своими кавалеристами на исходные позиции, был сражён вражеским ядром, которое оторвало ему обе ноги, прошило насквозь его лошадь и убило ехавшего рядом офицера егерей. Генерала перевезли в Гёрлиц, где 5 июня 1813 года он скончался от полученных ран в возрасте 40 лет.

## Семья
Генерал женился 15 ноября 1810 года в Савоне на Софи Бертье (фр. Joséphine «Sophie» Thérèse Virginie Berthier; 1794—1833), дочери генерала Сезара Бертье и племяннице маршала Бертье. У пары родилось двое детей: дочь Жеромия (фр. Jérômia Catherine Bruguière; 1811—) и сын Жан (фр. Jean Pierre Joseph Alexandre Bruguière; 1813—), появившийся на свет через несколько месяцев после смерти отца. Софи вторично вышла замуж в 1829 году за англичанина, 3-го барона Грэйвза, но её семейное счастье продолжалось недолго — в 1833 году она заболела холерой и умерла.

## Эпилог
Генерала Жан-Пьера Брюйера без сомнения можно назвать выдающимся командиром, хотя это мнение разделяли далеко не все. Так, например, генерал Огюст Амей как-то заметил: «Брюйер был офицером средних способностей, который, к тому же, никогда не заботился о своих подчинённых». Однако при этом у Брюйера было прозвище, которым его наградили «обделённые заботой» подчинённые: «генерал величайших надежд». Чьё мнение более справедливо, сказать трудно. Тем не менее, послужной список бравого кавалериста говорит сам за себя. Его фамилию можно отыскать на своде Триумфальной Арки в Париже.
Скорее всего, люди, подобные Амейю, втайне завидовали тесным связям генерала с кланом Бертье и приписывали его успех протекции со стороны высокопоставленных родственников. Как бы то ни было, Жан-Пьер Брюйер несмотря на отдельные «штабные эпизоды» в его карьере был боевым генералом, который во время сражения не прятался за спины своих солдат, а наоборот, подавал блестящий пример личной храбрости, первым устремляясь в самое пекло боя. Смелость была его «визитной карточкой», и благодаря ей он снискал доверие и уважение со стороны людей, служивших под его началом.

## Воинские звания
- Солдат (1 июля 1793 года);
- Младший лейтенант (4 февраля 1795 года);
- Лейтенант (7 февраля 1796 года);
- Капитан (7 августа 1797 года, утверждён 27 октября 1797 года);
- Командир эскадрона (8 августа 1800 года);
- Майор (29 октября 1803 года);
- Полковник (16 февраля 1805 года);
- Бригадный генерал (30 декабря 1806 года);
- Дивизионный генерал (14 июля 1809 года).

## Титулы

Герб барона

- Барон Брюйер и Империи (фр. baron Bruyère et de l'Empire; декрет от 19 марта 1808 года, патент подтверждён 2 августа 1808 года в Бордо)[11][12];
- Граф Брюйер и Империи (фр. comte Bruyère et de l'Empire; декрет от 23 августа 1812 года, патент не подтверждён).

## Награды
Легионер ордена Почётного легиона (25 марта 1804 года)
 Кавалер ордена Железной короны (25 июня 1807 года)
 Офицер ордена Почётного легиона (11 июля 1807 года)
 Коммандан ордена Почётного легиона (14 июня 1809 года)
 Командор первого класса гессенского ордена Людвига (декабрь 1810 года)

### Комментарии
1. ↑  Полковник Дзаннетти, труп которого опознали, получил 24 удара копьём.
2. ↑  русские приняли итальянских конных егерей в квадратных шапках за поляков и не дали им пощады.